# Model United Nations of Lübeck
Die jährlich stattfindende Konferenz Model United Nations of Lübeck (kurz MUNOL) ist ein so genannter Simulationskongress, der Schülern aus aller Welt die Ziele der Vereinten Nationen nahebringt und sie in ihre Arbeitsweise einführt. Die aus verschiedenen Staaten kommenden Jugendlichen schlüpfen dazu in die Rolle von Delegierten der ihnen zugewiesenen Länder, deren politische Positionen sie dann auf dieser Konferenz vertreten. Die Idee, Internationale Organisationen mit Schülern und Studenten nachzubilden, reicht zurück bis in die 1920er Jahre. Inzwischen gibt es überall auf der Welt verschiedene Model United Nations (MUN), jeweils mit unterschiedlichen Schwerpunkten und Zielgruppen.
Der vollständig von Schülern organisierte Kongress in Lübeck wird gänzlich in englischer Sprache abgehalten und ermöglicht somit die Teilnahme von Jugendlichen verschiedener Nationalitäten. In der einwöchigen Veranstaltung werden neben der Generalversammlung auch der Sicherheitsrat, der Wirtschafts- und Sozialrat und der Menschenrechtsrat sowie weitere Gremien der Vereinten Nationen simuliert. Bundesweit ist MUNOL eine der ältesten englischsprachigen Konferenzen und verfügt inzwischen über einen Erfahrungsschatz aus mehr als 20 Jahren.
Die Veranstalter von MUNOL haben sich für die Konferenz die drei folgenden Hauptziele gesetzt:
1. Den Teilnehmern die Ziele, Möglichkeiten und Herausforderungen der Vereinten Nationen nahebringen.
2. Durch die Zusammenkunft von Jugendlichen der ganzen Welt zur Völkerverständigung beitragen.
3. Englische Sprachkompetenz schulen, insbesondere zur Anwendung im politischen und geschäftlichen Umfeld.

## Teilnehmer und Veranstaltungsort
MUNOL richtet sich an Schüler der ganzen Welt. Im Vergleich zu vielen anderen MUN in der Bundesrepublik ist dies eine Besonderheit, da die meisten solcher Konferenzen für Studenten veranstaltet werden. In den vergangenen Jahren nahmen am MUNOL-Kongress Jugendliche aus Schweden, Finnland, der Türkei, Italien, Polen, den Niederlanden und vielen weiteren europäischen sowie außereuropäischen Ländern teil. Dabei waren jährlich über 450 Personen involviert. Hauptveranstaltungsort von MUNOL ist seit der ersten Konferenz im Jahr 1998 die Thomas-Mann-Schule in Lübeck.

## Organisation
Das Model United Nations of Lübeck wird ausschließlich von Schülern organisiert und ausgerichtet. Das jährlich neu zusammengestellte Organisationsteam teilt sich auf drei Hauptaufgabenbereiche auf. Während das „Conference Management“ sich mit administrativen und organisatorischen Aufgaben beschäftigt, koordiniert das „General Secretariat“ die inhaltliche Ausrichtung der Konferenz. Zu diesem Aufgabenbereich gehören sowohl die Recherche und Informationsaufbereitung zu Themen der internationalen Politik als auch die Auswahl und Vorbereitung der Vorsitzenden der Komitees. Das „Financial Management“ kümmert sich um die Abwicklung der Zahlungen, das Anschreiben der Sponsoren und regelt und kontrolliert den allgemeinen finanziellen Fluss vor, während und nach der Konferenz. 

## MUNOL e.V.
Im Jahr 2003 gründeten Mitglieder früherer Organisationsteams den gemeinnützigen MUNOL e.V., um eine stabilere rechtliche Basis für die Konferenz zu schaffen. In erster Linie unterstützt der Verein die Konferenz jedoch ideell, indem er beispielsweise Regelwerke für die Konferenzdurchführung ausarbeitet, die jährliche Wahl einer nachfolgenden Konferenzleitung sicherstellt und die Veranstaltungswoche evaluiert. Zudem stellt der Verein ein Alumni-Netzwerk für frühere Konferenz-Teilnehmer dar.